# Autoportrait avec un ami
Pour les articles homonymes, voir Autoportrait (homonymie).
Autoportrait avec un ami ou Double Portrait  est une peinture à l'huile sur toile de 99 × 83 cm, datant de la période 1518-1520, réalisée par le peintre Raphaël, et conservée au Département des peintures du musée du Louvre à Paris, sous le numéro d'inventaire INV 614. 

## Histoire
Le double portrait a vraisemblablement été réalisé par Raphaël. Si l'identité de Raphaël ne fait aucun doute, celle du personnage, figuré au premier plan de ce double portrait, est incertaine. 
Cet autoportrait a pour la première fois été attribué à Raphaël en 1683 par Charles Le Brun, peintre du roi, qui le mentionne dans son inventaire de la collection de Louis XIV. Il entre au musée du Louvre en 1792.
Les sources connues, comme les inventaires du XVIIe siècle indiquent pour les personnages du tableau les noms de  Pordenone et de Pontormo. 
Certains critiques d'art avancent les noms de son élève Giulio Romano, de Giovanni Battista Branconio dell'Aquila ou encore de Polidoro da Caravaggio et de Pietro Aretino.

## Description

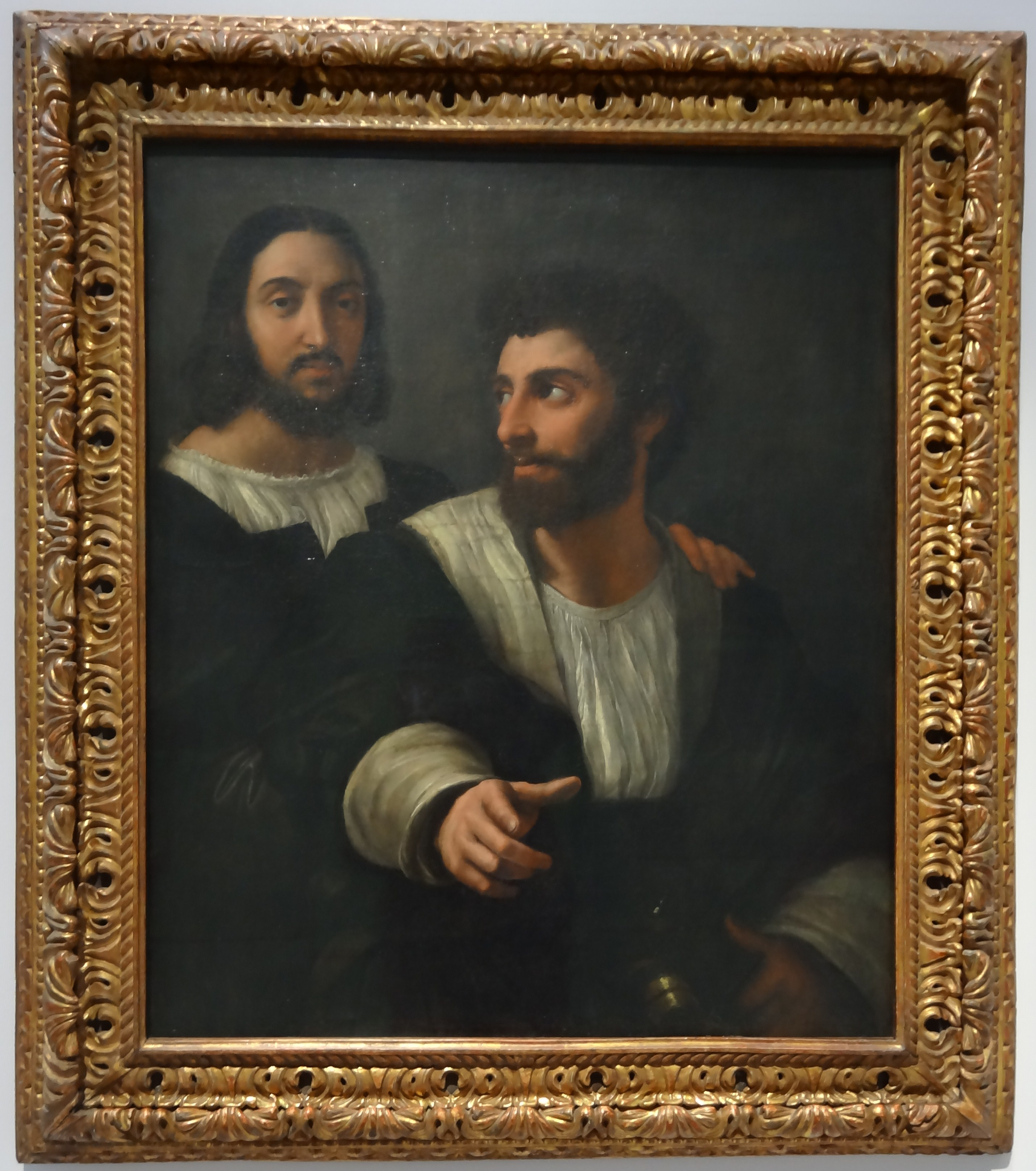
Autoportrait avec un ami, exposé au Louvre-Lens.

Le tableau représente deux personnages en buste sur un fond sombre ; Raphaël s'est ici représenté au second plan, derrière un ami dont l'identité n'est pas certaine ; l'artiste, en retrait, occupant la partie gauche du tableau, pose sa main gauche sur l'épaule de son ami en regardant le spectateur. Le second personnage, occupant l'espace central par un mouvement de torsion du cou, se retourne vers l'artiste afin de le regarder ; il pointe son index vers le spectateur, comme s'il voulait montrer quelque chose ou quelqu'un, sa main gauche posée sur la garde de son épée (d'où la dénomination de maestro di scherma (« maître d'armes »).
Les deux personnages portent barbe et moustache de même forme, leurs habits sont également les mêmes : chemise blanche échancrée montrant le cou, manteau noir. Seules les manchettes du personnage central sont visibles.

## Analyse
Ce tableau témoigne de l'évolution de l'art du portrait à Rome au moment de la présence de Raphaël et de son cercle 

## Expositions
Autoportrait avec un ami est exposé à partir de 2014 dans La Galerie du temps, une des expositions du Louvre-Lens, où il remplace Portrait de Baldassare Castiglione (INV 611), également de Raphaël,.